# Bigger
«Bigger» (с англ. — «Благороднее, Великодушнее», букв. больше) — второй сингл американской группы Backstreet Boys с седьмого студийного альбома «This Is Us». Сингл доступен в цифровой загрузке с 29 ноября 2009 года.

## История создания
В создании песни принимал участие Макс Мартин, известный шведский продюсер и автор песен, с которым Backstreet Boys связывают теплые отношения. Он был автором таких хитов группы, как «Everybody (Backstreet’s Back)», «I want it that way», «Larger than life» и «Show me the meaning of being lonely». Группа встретилась с ним за ужином когда посещала «Стокгольм в рамках концертного тура в поддержку их предыдущего альбома, Unbreakable».
По словам Эй Джей Маклина: "Мы встретились с ним во время тура в поддержку последнего альбома чтобы просто удостовериться, что он вообще заинтересован. Очевидно, что он был занят с Пинк, Келли Кларксон и подобными исполнителями. Он отослал нам песню под названием «Bigger» и нам она очень понравилась - это как новая «I want it that way». Он - одна из причин, почему у нас были такие популярные хиты." 
Хауи Дороу объяснил: «Это такая замечательная песня. Послушайте её, это традиционная песня Backstreet Boys. Когда люди её услышат, они подумают: "Эх, это наши парни"».
Вариант «Bigger» рассматривался в качестве названия для альбома, но группа отказалась от этой идеи, поскольку подобное название могло быть неверно истолковано средствами массовой информации как «проявление мании величия.

## Список композиций
Европа (цифровая загрузка)
1. Bigger - 3:16
2. Straight through my heart (Dave Aude club) (Эй Джей Янусси, Кинда Хамид, Билал Хайджи, RedOne, Ноэль Янусси) - 6:39

Австрия (цифровая загрузка, мини-альбом)
1. Bigger - 3:16
2. Straight through my heart (Dave Aude club) - 6:39
3. International luv (Эй Джей Маклин, Брайан Литтрелл, T-Pain, Ник Картер, Хауи Дороу) - 3:17
4. Bigger (музыкальное видео) - 3:22

Великобритания, Мексика (цифровая загрузка, мини-альбом)
1. Bigger - 3:16
2. Straight through my heart (Dave Aude club) - 6:39
3. On without you (Дэвид Зигель, Джеймс Шеффер, Джордан Омли, Майкл Мани)- 3:36
4. Bigger (музыкальное видео) - 3:22

## Музыкальное видео
Видео было снято в Токио 2 октября 2009 года во время промотура группы в Японии. Это первое видео группы, снятое за пределами США. Режиссёром клипа стал Фрэнк Борин. Изначально съёмка планировалась в Лос-Анджелесе за неделю до начала промотура. В связи с репетициями к предстоящему концертному туру (This Is Us Tour) и наличием одного свободного дня в расписании промопоездок в Японии, группа решила перенести съёмки на этот день.
Сценария у видео нет. Участники группы решили отойти от традиционных клипов об любовных историях и снять что-то необычное. По ходу видео они находятся в Токио на отдыхе. В Японии существуют строгие ограничения на видеосъёмку, поэтому группе удалось снять только часть запланированных сцен (к примеру, не удалось договориться о съёмке в центре игральных автоматов). Backstreet Boys исполняют песню, прогуливаясь по городу, общаясь с местными жителями, осматривая достопримечательности, а также на фоне гигантских электронных часов, в караоке и японском т. н. «maid cafe» (кафе со служанками). Существует альтернативная версия клипа, т. н. режиссёрская версия. В ней отсутствуют сцены на фоне гигантских электронных часов.
Премьера видео состоялась 2 ноября на нескольких сайтах в Интернете, в том числе и на официальной странице группы. В неделю дебюта видеоклип занял 1 место по частоте просмотров на популярном сайте AOL Music, оставив позади себя таких исполнителей как: Шакира, Бритни Спирс, Майли Сайрус. 8 ноября клип опустился на вторую строчку, уступив видео Шакиры «Did It Again»>.

## Даты выпуска
| Релиз             | Формат            | Дата выпуска   | Лейблы           |
| ----------------- | ----------------- | -------------- | ---------------- |
| Музыкальное видео | Потоковое видео   | 2 ноября 2009  | Jive, Sony Music |
| Европа            | Цифровая загрузка | 29 ноября 2009 | Jive, Sony Music |
| США               | Радио             | 1 февраля 2010 | Jive, Sony Music |

## Хит парады
| Страна          | Высшая позиция | Примечание |
| --------------- | -------------- | ---------- |
| Словакия        | 56             | [ 7 ]      |
| Тайвань         | 1              | [ 8 ]      |
| США (AOL Music) | 1              | [ 6 ]      |
| Япония          | 69             | [ 9 ]      |